# Thallium(I)chloride
Thallium(I)chloride is een zeer toxische verbinding van thallium, met als brutoformule TlCl. De stof komt voor als witte kristallen, die slecht oplosbaar zijn in water. In de natuur komt thallium(I)chloride voor als het zeer zeldzame mineraal lafossaïet.

## Synthese
Thallium(I)chloride kan bereid worden door een oplossing van thallium(I)sulfaat te behandelen met zoutzuur. Daarbij vormt zich een neerslag van het slecht oplosbare thallium(I)chloride.

## Toxicologie en veiligheid
De stof ontleedt bij verhitting met vorming van zeer giftige dampen, onder andere thallium. De stof is irriterend voor de ogen, de huid en de luchtwegen. Ze kan effecten hebben op het maag-darmstelsel, het zenuwstelsel en het hart en vaatstelsel.
Langdurige of herhaalde blootstelling kan de dood tot gevolg hebben.